# Fátima Gálvez
Fátima Gálvez Marín (* 19. Januar 1987 in Baena) ist eine spanische Sportschützin.

## Erfolge
Fátima Gálvez begann 1998 mit dem Sportschießen und ist international im Trap aktiv. Ihre ersten Erfolge erzielte sie bei den Europameisterschaften 2010 in Kasan mit dem Gewinn der Bronzemedaille im Mannschaftswettbewerb. Schon ein Jahr später wurde sie im Einzel in Belgrad Europameisterin. 2012 belegte sie mit der Mannschaft in Larnaka bei den Europameisterschaften Rang zwei und nahm außerdem an den Olympischen Spielen 2012 in London teil. In der Qualifikation erzielte sie 70 Treffer und setzte sich schließlich im Stechen um den Finaleinzug gegen ihre beiden Konkurrentinnen durch. Das Finale der besten sechs beendete sie mit 87 Gesamtpunkten auf Rang fünf.
Bei den Mittelmeerspielen 2013 in Mersin gewann Gálvez im Einzel die Silbermedaille. Ein Jahr darauf wurde sie in Granada im Einzel Vizeweltmeisterin und mit der Mannschaft Dritte. Sie verbesserte sich 2015 im Einzel in Lonato del Garda um eine Position und sicherte sich den Titelgewinn. Eine weitere Goldmedaille im Einzel gewann sie bei den im selben Jahr stattfindenden Europaspielen in Baku. Bei den Europameisterschaften 2016 in Lonato schloss sie sowohl die Einzel- als auch die Mannschaftskonkurrenz auf dem dritten Platz ab. Ihre zweite Olympiateilnahme in Rio de Janeiro verlief ähnlich wie ihre erste. Sie zog als Drittplatzierte der Qualifikation ins Halbfinale ein, das sie auf dem vierten Platz beendete. Im anschließenden Duell um Bronze unterlag sie schließlich der US-Amerikanerin Corey Cogdell im Stechen.
Sowohl bei den Mittelmeerspielen 2018 in Tarragona als auch bei den Weltmeisterschaften in Changwon sicherte sich Gálvez im Einzel die Silbermedaille. Daraufhin folgte ein sehr erfolgreiches Jahr 2019. Sie belegte bei den Weltmeisterschaften in Lonato im Einzel ebenso den dritten Platz wie bei den Europaspielen in Minsk. Bei letzteren verliefen die Wettkämpfe im Mixed noch besser, denn mit Antonio Bailón gewann sie die Goldmedaille. Auch bei den Europameisterschaften in Lonato wurde sie im Mixed Erste und gewann mit der Mannschaft außerdem Silber. Die Europameisterschaften 2021 in Osijek beendete sie im Mixed auf Rang drei.
Bei den 2021 ausgetragenen Olympischen Spielen 2020 in Tokio verpasste Gálvez im Einzel mit 116 Punkten ihr drittes olympisches Finale und belegte den 14. Platz. Mit Alberto Fernández startete sie außerdem im Mixed, mit dem sie dank 148 Punkten in der Qualifikation das Finale erreichte. Im Duell gegen Alessandra Perilli und Gian Marco Berti aus San Marino setzten sich Gálvez und Fernández mit 41 zu 40 Treffern durch und erhielten als Olympiasieger die Goldmedaille.
Gálvez ist von Beruf Krankenschwester.